# Зоологический музей Московского государственного университета
Зоологи́ческий музе́й Моско́вского госуда́рственного университе́та — один из крупнейших музеев зоологического направления в России. Официальной датой основания считается 1791 год, когда созданный при Московском университете Натуральный кабинет был преобразован в естественно-научный музей.
Современный музейный фонд состоит из более чем 10 миллионов единиц хранения с ежегодным приростом научной коллекции в 25-30 тысяч экспонатов. Наиболее обширными коллекциями в составе музея считаются энтомологическая (около 3 миллионов экспонатов), коллекция млекопитающих (более 200 000) и птиц (157 000).
По состоянию на 2019-й год, в экспозиции представлено около 10 тысяч экспонатов: два зала отведены под систематическую часть, один под эволюционно-морфологическую.

## История

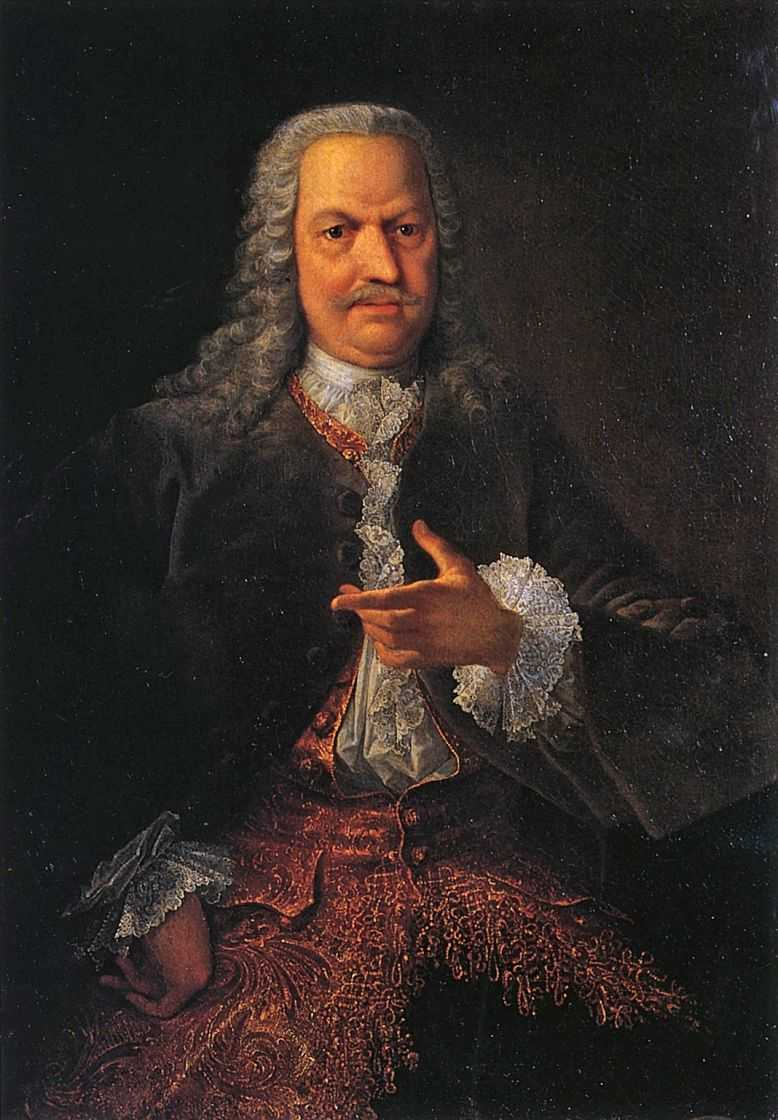
Портрет Акинфия Демидова, 1741—1745 годы

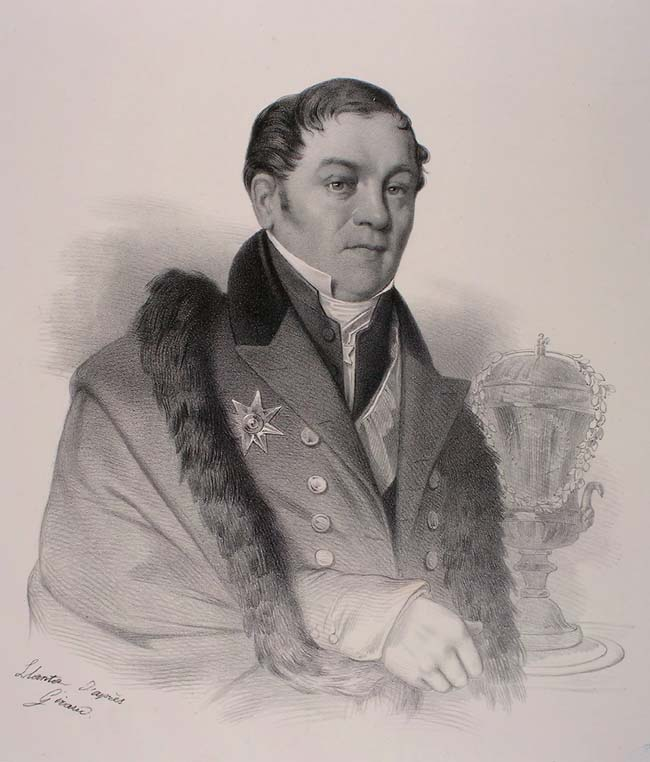
Григорий Фишер в начале XIX века

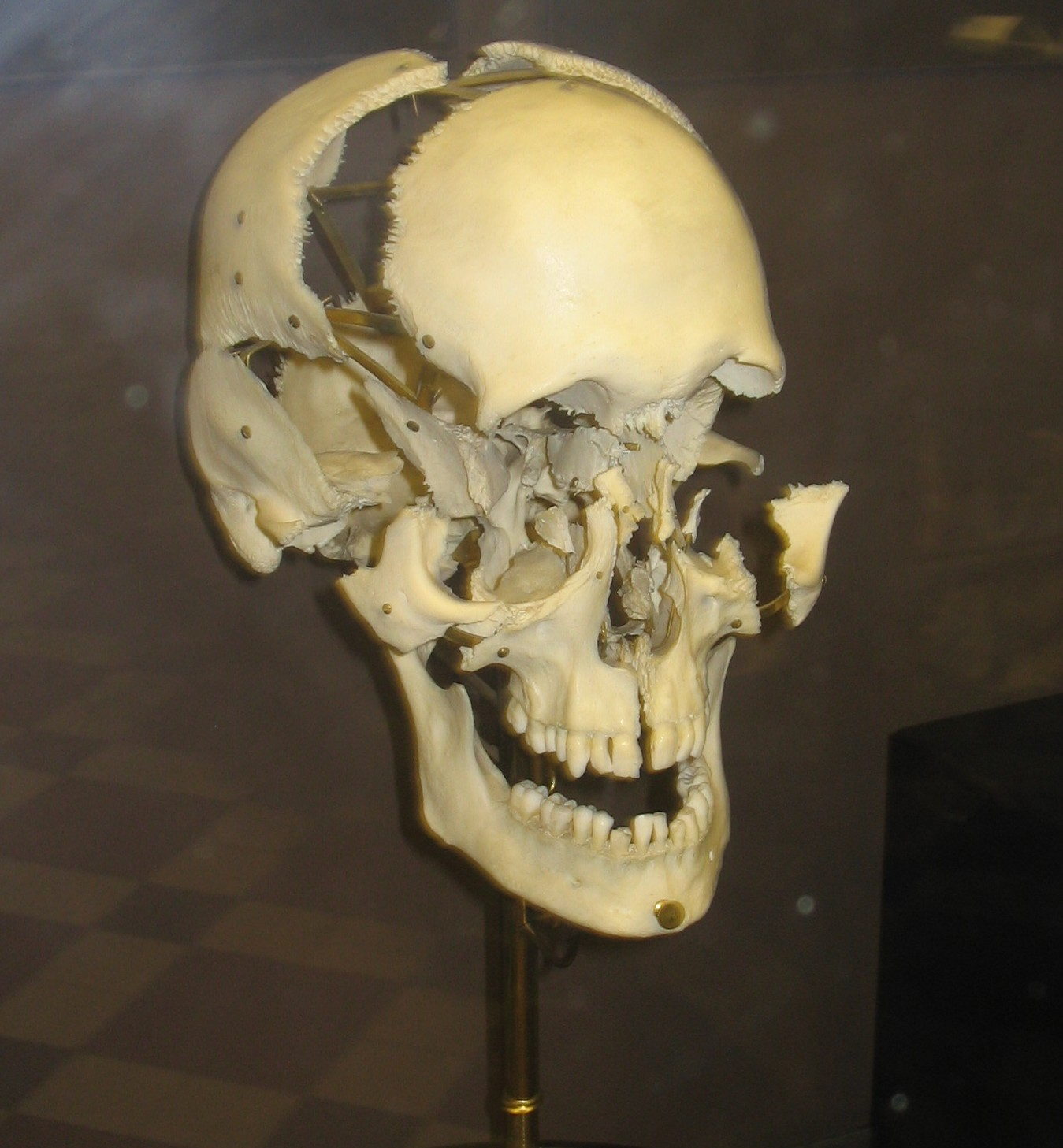
Череп человека XIX века в коллекции музея, 2006 год

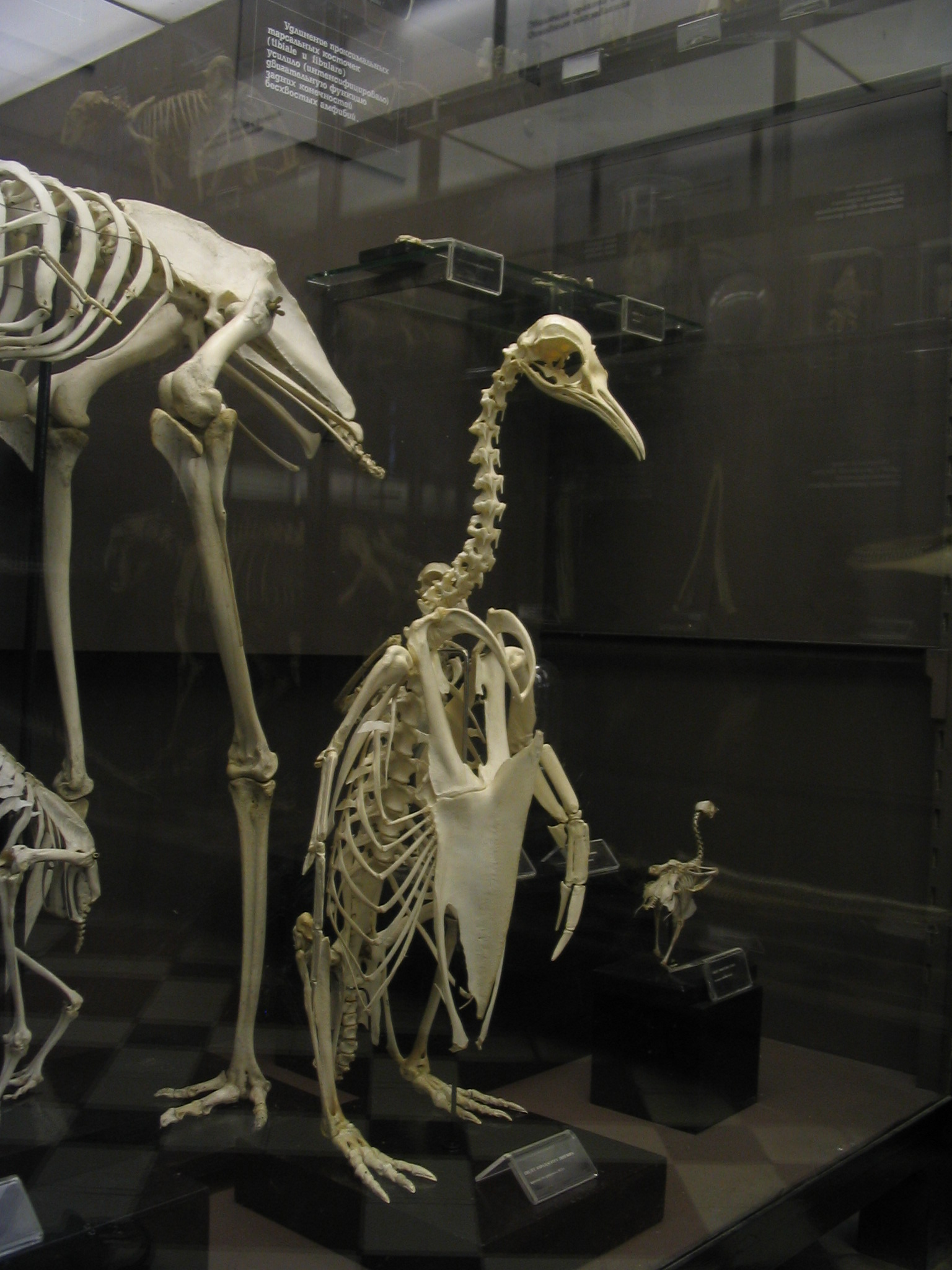
Скелет пингвина, 2006 год

### Основание
После основания Московского университета в 1755 году на его базе было создано первое в России университетское собрание предметов натуральной истории. В её основе лежала коллекция мецената Акинфия Демидова, которую он приобрёл в начале 1740-х годов в Европе у известного фрейбергского минералога и врача Иоганна Фридриха Генкеля. Демидов с сыновьями значительно расширили коллекцию «кабинет Генкеля» за счёт засушенных и заспиртованных остатков животных и растений, а также книг. Во второй половине 1750-х годов собрание поступило в Московский университет по инициативе Прокофия, Григория и Никиты Демидовых. В 1757-м братья составили соглашение о передаче «кабинета Генкеля» в дар университету, однако из-за ограниченного пространства коллекция первое время хранилась во дворце Ивана Шувалова в Санкт-Петербурге.
В 1759 году собрание перенесли в Москву в здание библиотеки под началом Михаила Хераскова. На тот момент коллекция насчитывала около 6000 предметов. На основе собрания был создан Минеральный кабинет при кафедре натуральной истории университета. В 1761-м коллекции выделили несколько десятков шкафов в Аптекарском доме. В середине 1760-х годов собрание получило название «Натуральный кабинет». На тот момент оно состояло из трёх отделов — рудного, натурального и смешанного. При главе кафедры натуральной истории Матвее Афонине коллекция была систематизирована, за что профессор получил звание «создатель Кафедры натуральной истории».
К середине 1770-х годов Аптекарский дом стал приходить в негодность, к тому же сказывалась нехватка помещений для университета. В 1791-м Натуральный кабинет был перенесён в новый корпус университета на Моховой улице, построенный Матвеем Казаковым в 1786 году. Для кабинета выделили отдельное помещение, занимавшее большую часть галереи рядом с Большой аудиторией.
В 1791 году Натуральный кабинет был переименован в Кабинет натуральной истории, эта дата считается официальным годом основания музея. На протяжении 1780-х и 1790-х годов коллекция музея постоянно пополнялась новыми экспонатами благодаря дарам меценатов и естествоиспытателей. Одним из самых ценных даров стала коллекция академика Эрика Лаксмана, что позволило музею превратиться из минералогического в комплексный естественно-исторический музей.

### Развитие коллекции
Восстановление после пожара
В 1802 году Александр I выпустил Манифест об учреждении министерств, по которому было создано Министерство народного просвещения, в его состав вошли «Натуральные кабинеты, музеи и всякие учреждения, какие впредь для распространения наук могут быть». Также документ призывал дворянство жертвовать на дело образования в России. Решив продемонстрировать своим примером необходимость инвестиций, Александр I приобрёл и передал в дар Московскому университету Семятический кабинет — одно из самых крупных собраний в натуральной истории, ранее принадлежавший княгине Анне Яблоновской и хранившийся в месте Семятиче, откуда и пошло название. Император выкупил кабинет в 1802 году за 50 000 голландских червонцев. Коллекция состояла из минералов, растений, животных и древних экспонатов.
Другим крупным даром музею стала коллекция, собранная Павлом Демидовым, который в 1802 году также передал университету собрание артефактов, книг, а также 100 000 рублей. Княгина Екатерина Дашкова в 1807-м пожертвовала университету Кабинет натуральной истории, в котором хранилось более 15 000 предметов.
В 1804 году главой Натурального кабинета был назначен Иоганн Готтгельф Фишер, обучавшийся в России под именем Григория Фишера, — выпускник Гёттингенского университета, один из главных знатоков естественной истории и музейного дела в Европе. В 1805-м он пожертвовал музею своё собственное собрание, состоящее из натуральных предметов, редких скелетов и ископаемых.
...мой главный принцип таков: тот, кто является хранителем огромной коллекции, тот не имеет права иметь собственную коллекцию.Григорий Фишер в письме к натуралисту Йоганну Блюменбаху
После назначения на пост Фишер провёл систематизацию коллекции, результат которой он представил на 50-летии Московского университета в 1805 году. В этом же году музей открылся для посещения студентов, которые могли на примере собрания изучать натуральную историю. Также в 1805-м Фишер инициировал создание Московского общества испытателей природы, в 1807 году получившего название Императорского (ИМОИП). Заявленной целью организации было изучение природных богатств и естественных наук в России, а также центральных регионов и Московской губернии. Общество стало одним из самых главных поставщиков коллекционных материалов музея. К 1810-му коллекция настолько разрослась, что старый зал больше не мог вмещать поступающие экспонаты. Музею передали всё крыло большого здания, по площади в четыре раза превышающее первоначальные залы.
После начала Отечественной войны 1812 года московский генерал-губернатор Василий Ростопчин отдал распоряжение об эвакуации всего имущества Московского университета. Часть коллекции Натурального кабинета была эвакуирована в Нижний Новгород и Владимир, однако большую часть собрания оставили в здании и перенесли в каменные подвалы университета. Во время пожара 1812 года здание полностью сгорело, а большинство экспонатов были уничтожены. Сохранилось только два собрания — раковин и полипов.
Вернувшийся из эвакуации Григорий Фишер начал заново восстанавливать коллекцию Кабинета натуральной истории. Одними из главных меценатов снова стали представители семейства Демидовых, подарившие музею около 3000 музейных экспонатов: редких минералов, раковин, чучел животных. Григорий Лангсдорф пожертвовал коллекцию птиц и животных, Христиан Стевен — собрание насекомых юга Малороссии, Андрей Разумовский, академик Христиан Пандер, профессор Фишер и Иван Двигубский, губернатор Александр Тургенев, профессора Михаила Адамса пополнили собрание растений и животных. Большую роль в восстановлении Музея естественной истории сыграло ИМОИП, ставшее ключевым поставщиком экспонатов в новый музей. В результате к 1814 году коллекция музея насчитывала 6000 предметов, хранившихся в съёмном помещении по соседству со сгоревшим университетским зданием.
В 1818 году музей переехал в четыре зала флигеля нового здания университета, восстановленного по проекту архитектора Доменико Жилярди. Два зала были выделены под коллекции животных и ещё два — под минералы и фоссилии. Николай I выпустил устав, по которому Зоологический и Минералогический кабинеты были переданы в ведение соответствующих кафедр и профессоров, однако институционально остались в составе музея. К концу 1830-х годов Музей естественной истории значился с двумя кабинетами — Минералогическим и Зоологическим, находившимися в ведении профессоров Алексея Ловецкого, Григория Щуровского и Карла Рулье. Через несколько лет Рулье был назначен главой всех кабинетов, который на тот момент насчитывал более 41 000 экземпляров минералов и чучел животных.
В 1844 году Григорий Щуровский попытался разделить Зоологический и Минералогический кабинеты Музея естественной истории. По его мнению, размеры зоологической коллекции были настолько велики, что Минералогическому кабинету практически не оставалось места. По этой причине минералогическое собрание перенесли в одно из центральных помещений нового Аудиторного корпуса. Таким образом в составе музея остался только Зоологический кабинет.
Зоологический музей
В начале 1860-х годов главой Зоологического кабинета являлся руководитель кафедры зоологии Московского университета, а в 1862-м главой кафедры был назначен Анатолий Богданов, при котором в 1865 году Зоологический кабинет перевели в новое здание университета. В 1866-м музей открыли для публичных посещений студентов. Собрание Зоологического музея разделили согласно назначению коллекций на научную, экспозиционную и лекционную части. Также была создана «Книга поступлений», в которой описывались новые приобретения.
При Богданове в состав Зоологического музея вошло большое количество предметов из экспедиций в европейские регионы России, организованные совместно с археологом-любителем Н. Г. Керцелли. Добытые экспонаты сначала хранились в Зоологическом музее, а в 1883—1884 годах были перенесены в здание Исторического музея. Большая коллекция предметов поступила в музей благодаря исследованиям туркестанских земель, присоединённых к Российской империи в 1867-м. Также в это время в состав музея вошли орнитологические материалы из Крыма от Иосифа Шатилова, Леонида Сабанеева, Карла Земпера.
В начале 1860-х годов большая часть зоологического собрания была передана в Румянцевский музей, а оставшаяся — закрыта для публики из-за реорганизации коллекции, инициированной Богдановым. Животных, разделив по биогруппам, установили в витринах, имитирующих естественную среду обитания. Фёдор Лоренц сыграл большую роль в создании таксидермической лаборатории при университете, и начиная со второй половины 1870-х годов стал изготавливать модели специально для музея. В 1886-м состоялось открытие обновлённой экспозиции музея.
Новое здание музея

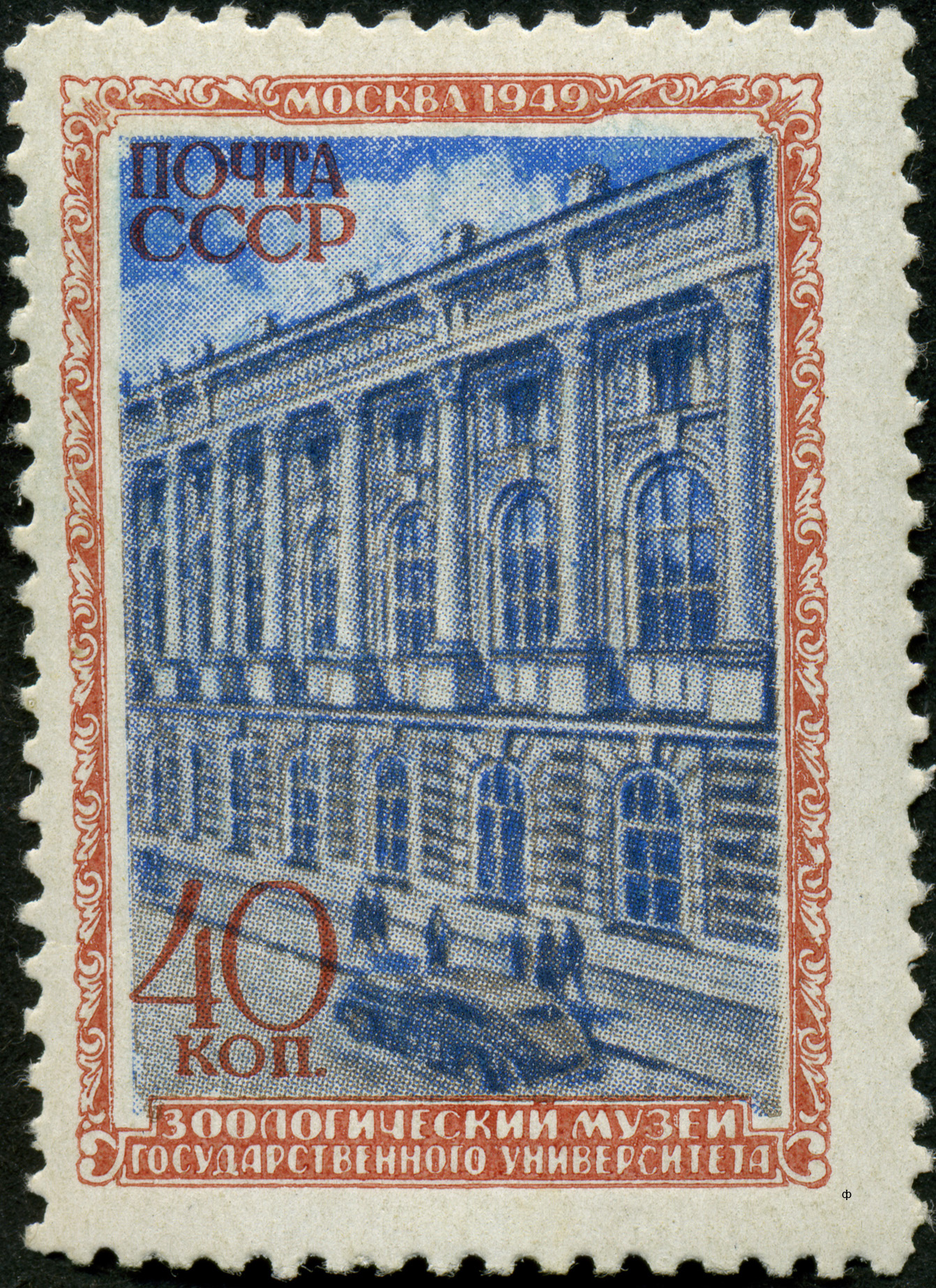
Марка СССР 1949 года с изображением музея, 2008 год

Увеличение коллекции привело к необходимости поиска новых залов для размещения собрания. По этой причине Попечительский совет Московского университета поручил архитектору Константину Быковскому спроектировать новое здание на Моховой улице специально для Зоологического музея. Согласно утверждённому проекту архитектора, здание представляло собой двухэтажную постройку с большими окнами, стеклянными сводами и потолочными перекрытиями, которые позволяли увеличить освещение. В крыльях корпуса оборудовали жилые помещения для университетских профессоров как зоологической кафедры, так и кафедры сравнительной анатомии. Фриз, капитель колонн, портики, а также фигуры зверей и птиц были взяты с примера Эрмитажного театра. Строительство завершилось к 1902 году, здание стало одним из первых в Москве, построенных специально под музей.
Новый руководитель кафедры Г. А. Кожевников в 1904—1905 годах решил обновить музейное пространство, при нём были заменены устаревшие экспонаты, сделана перестановка. В это же время поступили новые коллекции, в том числе ихтиологические от Льва Берга, Сергея Бутурлина, Григория Полякова, Леонида Портенко, Николая Иконникова. Одним из самых ценных приобретений стало собрание энтомолога-любителя Виктора Мочульского. По состоянию на 1910 год коллекция включала более чем 93 000 экспонатов. Открытие музея в новом здании состоялось в 1911-м, однако для посещения был доступен только Верхний зал. Нижний зал открыли к 1933 году.
После революции 1917 года в Зоологическом корпусе были размещены рабочие помещения Научно-исследовательского института зоологии и Плавморнина, а с 1930-х — службы и подразделения Биологического факультета Московского университета. Подобное перераспределение значительно уменьшило выставочное пространство, а также негативно повлияло на общественную деятельность музея. В то же время музейный фонд стал пополняться крупными собраниями коллекционеров-любителей, а в 1925 году весь фонд был систематизирован по «таксономическому принципу» на три секции: позвоночных животных, насекомых и беспозвоночных. В 1931-м научная коллекция Зоомузея была преобразована в академическую лабораторию под руководством Алексея Сиверцова. В том же году к Зоологическому музею Московского университета присоединили Музей сравнительной анатомии, сразу после этого он перешёл в прямое подчинение Главнауки Наркомпроса под названием «Московский зоологический музей».
С началом Великой Отечественной войны часть коллекций Зоологического музея эвакуировали в Ашхабад и Свердловск, а часть законсервировали в Нижнем зале и подвале. Уже в 1942 году коллекция была возвращена в Москву, а вместе с ними и собранные за время эвакуации экспонаты из Туркменистана.
В середине XX века законодательство изменило статус музейных работников, которые стали получать меньше сотрудников университета и не имели права совмещать должности, поэтому началась волна увольнений по собственному желанию. Также повлиял на массовые увольнения запрет на совмещение должностей. Чтобы изменить ситуацию, в 1950-м учредили «проект создания Зоологического музея и зоологических кафедр университета», согласно которому сотрудники были «приписаны» к соответствующим кафедрам биологического факультета.
К 1970 году здание Зоологического музея начало ветшать: один из подземных протоков реки Неглинки частично размыл фундамент, из-за чего стали проседать пол Нижнего зала и уходить вниз опорные колонны. В 1971-м здание закрыли для посетителей, а экспозицию полностью демонтировали. В ходе капитального ремонта, инициированного директрисой Ольгой Россолимо, увеличили площади фондохранилища и рабочих помещений. Ремонтные работы завершились к 1980 году, ещё пять лет занимались оформлением экспозиции.
В 1991 году Зоологическому музею было присвоено название «Научно-исследовательский Зоологический музей МГУ им. М. В. Ломоносова». К этому моменту музей насчитывал более 7 миллионов единиц хранения и занимал второе место в России после Зоологического института РАН в Санкт-Петербурге.

## Директора
| - 1802—1832 — Григорий Фишер - 1832—1834 — Александр Фишер - 1834—1840 — Алексей Ловецкий - 1840—1858 — Карл Рулье - 1858—1862 — Карл Ренар - 1863—1896 — Анатолий Богданов - 1896—1904 — Александр Тихомиров - 1904—1929 — Григорий Кожевников - 1930 — Лев Зенкевич | - 1931—1939 — Василий Макаров - С мая по сентябрь 1939 года — Н. С. Ульянин - 1939—1941 — Николай Филиппов - 1941—1960 — С. С. Туров - 1960—1963 — С. Г. Соин - 1964—1969 — Николай Гладков - 1969—2009 — Ольга Россолимо - с 2009 по настоящее время — Михаил Калякин |

## Деятельность и фонды

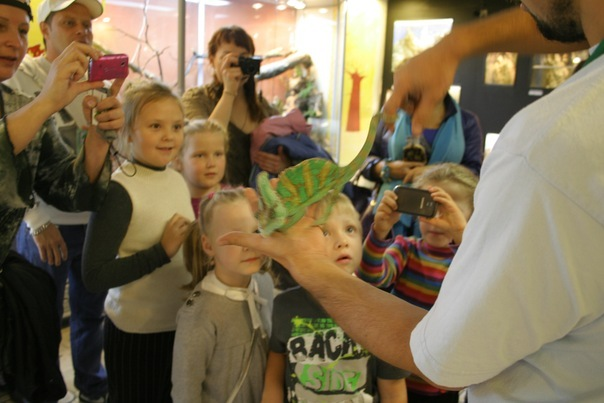
Детская экскурсия в научном террариуме музея, 2012 год

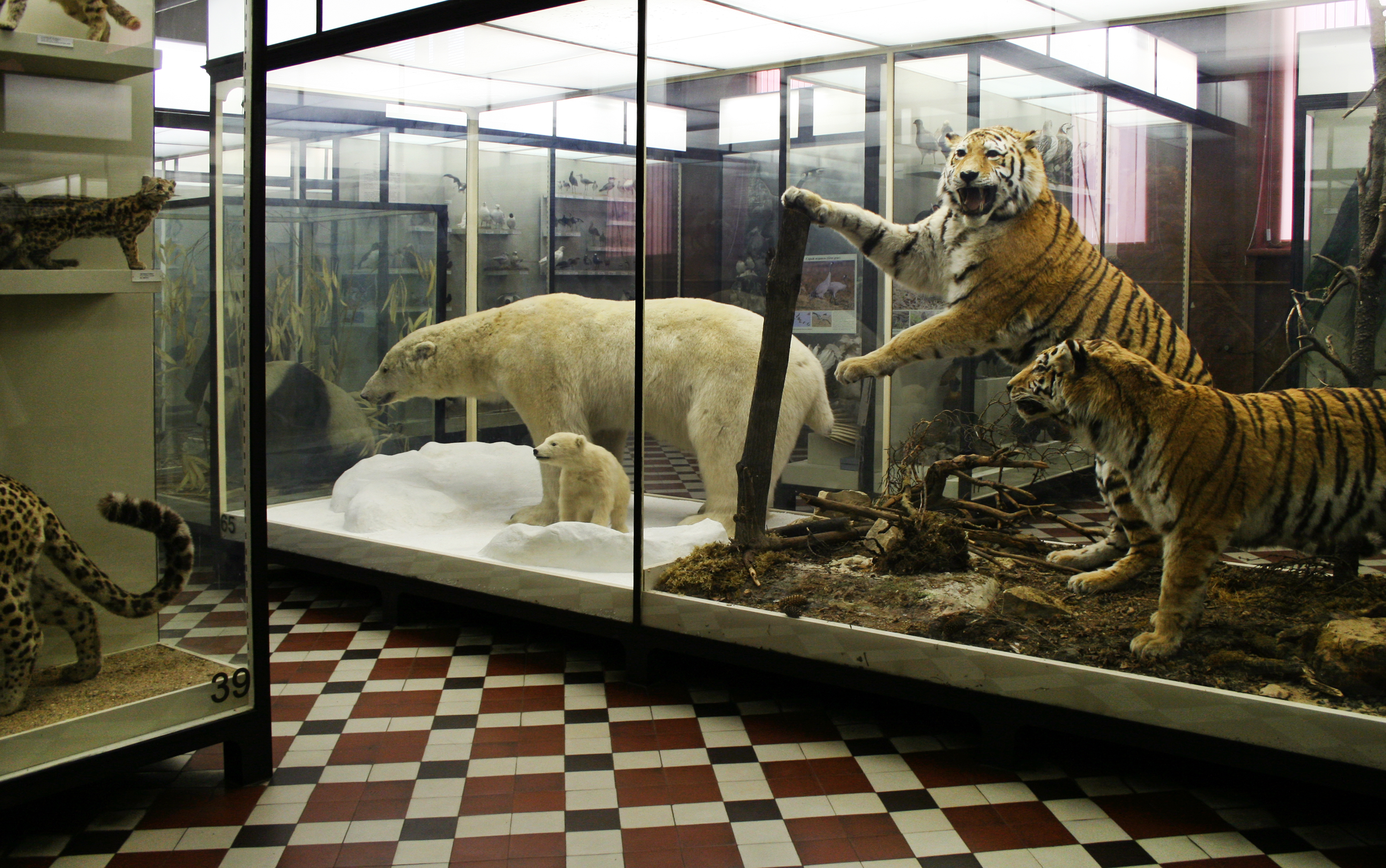
Экспозиция музея, 2006 год

Музей развивает научную и просветительскую деятельность, при нём действует Биолекторий, работает сектор научно-общественных проектов, а также применяются цифровые технологии для экспонирования. В 2015 году музей стал победителем конкурса «Меняющийся музей в меняющемся мире» Фонда Потанина с проектом «Музейная линька — научно-творческий эксперимент».
По состоянию на 2018 год в состав музея входят более 10 миллионов экземпляров, 8500 из которых представлены в экспозиции. Она включает только современные виды животных, все ископаемые остатки были переданы в московский Палеонтологический музей при его создании. Два зала выделены под демонстрацию биологической систематики, а один под эволюционно-морфологический раздел биологии. В Нижнем зале представлены коллекция рыб, беспозвоночных, амфибий и рептилий, а в Верхнем — птицы и млекопитающие.
Большая часть экспозиции посвящена представителям массовых видов, однако встречаются и уникальные объекты: полный скелет стеллеровой коровы и чучело странствующего голубя (оба животных вымерли около 200 лет назад), чучело большой панды, а также собрание редких тропических бабочек и жуков. Один из самых старых экспонатов музея — раковина, сохранившаяся при пожаре 1812 года.
В состав музейного фонда входит собрание беспозвоночных, состоящее из более чем 200 000 экспонатов. Отдел энтомологии состоит из палеарктических насекомых и включает в себя 4 миллиона экземпляров, в том числе из Юго-Восточной Азии, Южной Америки и Австралии. В Ихтиологическую коллекцию входит 21 000 единиц хранения, каждая из которых представляет собой выборку нескольких экземпляров. Герпетологический фонд состоит из 15 000 экземпляров, в число которых входят земноводные и пресмыкающиеся фауны с постсоветского пространства.
Одним из самых больших музейных собраний является орнитологическое, состоящее из более чем 100 000 тушек птиц. Собрание кладок птиц и гнёзд — самое крупное среди стран Восточной Европы и Северной Азии. Териологическая коллекция состоит из 210 000 экспонатов. Также большую историческую ценность имеют коллекция раковин моллюсков, принадлежавшая Прокофию Демидову, с которой начался Кабинет естественной истории; собрание насекомых Григория Фишера; немногочисленные экспонаты птиц и млекопитающих, во времена Григория Фишера и Карла Рулье демонстрировавшиеся на занятиях со студентами и публичных лекциях (например, череп горной гориллы).